# Desmanthus cooleyi
Desmanthus cooleyi là một loài thực vật có hoa trong họ Đậu. Loài này được (Eaton) Trel. miêu tả khoa học đầu tiên.